# أحمد شيبان
أحمد شيبان (بالإنجليزية: Ahmed Chibane)‏ ولد بتاريخ 3 مارس 1917 في الجزائر، هو دراج جزائري.